# Cimetière militaire britannique de Sailly-Saillisel
Le cimetière militaire britannique de Sailly-Saillisel (Sailly-Saillisel British Cemetery) est un cimetière militaire de la Première Guerre mondiale situé sur le territoire de la commune de Sailly-Saillisel au nord-est du département de la Somme.

## Localisation
Ce vaste cimetière est situé en pleine campagne, à 2 km au sud du village, sur la route de Rancourt.

## Historique

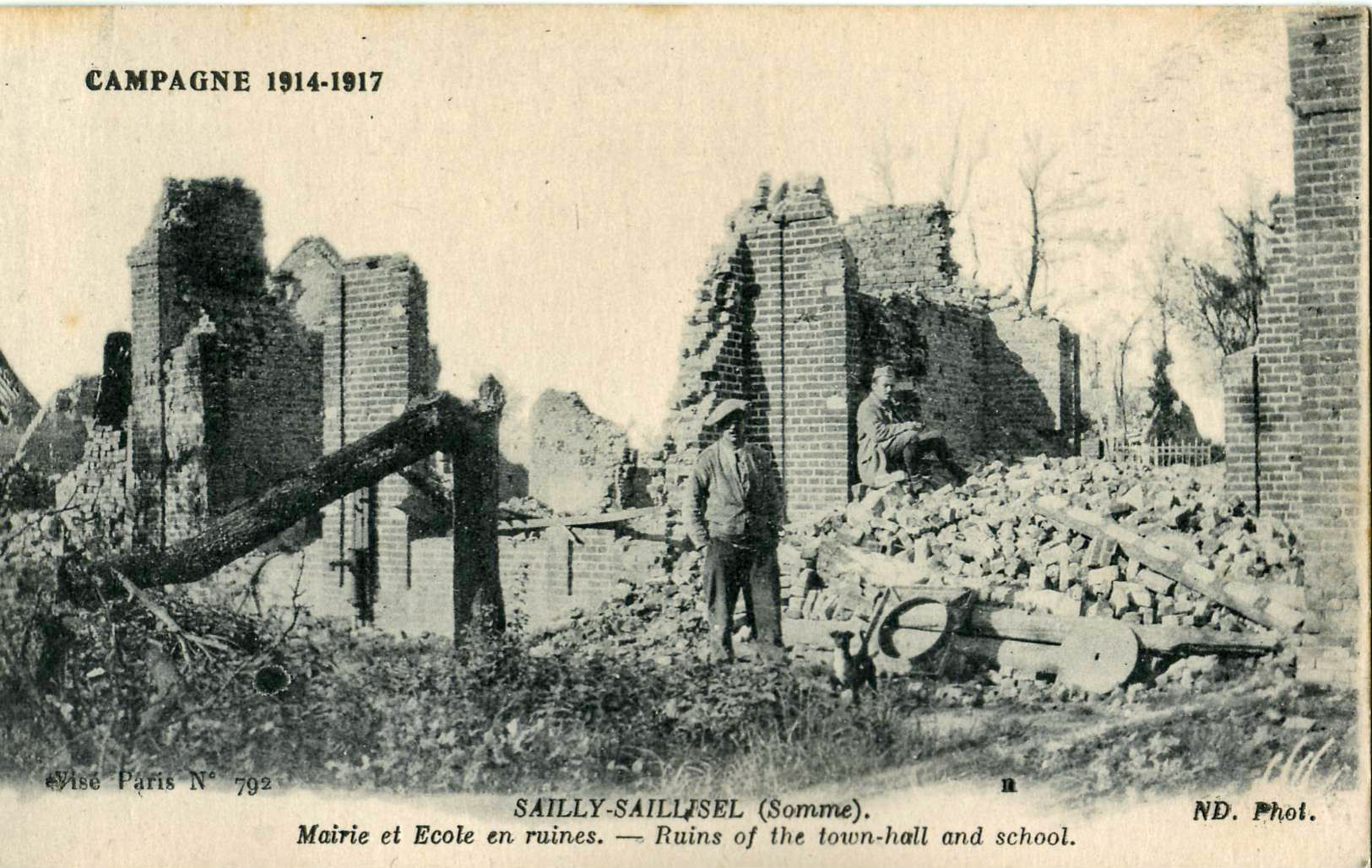
Ruines du village de Sailly-Saillisel à l'issue de la guerre 14-18.

Sailly-Saillisel fut occupé par l'armée allemande dès fin août 1914. Le village, situé à l'extrémité nord d'une crête, était l'objectif des attaques françaises de septembre et octobre 1916 et fut capturé le 18 octobre. Il est resté aux mains des Alliés jusqu'au 24 mars 1918, date à laquelle il a été perdu lors de l'avancée allemande, mais repris définitivement par les 18e et 38e divisions galloises le 1er septembre 1918. Le cimetière a été construit après l'armistice avec le regroupement de tombes de soldats britanniques inhumés dans les environs.

## Caractéristique
Le cimetière, à l'imposant portail, comporte maintenant 771 sépultures et commémorations de la Première Guerre mondiale dont 300 sont non identifiées, mais il y a des monuments commémoratifs spéciaux à huit victimes connues ou supposées être enterrées parmi eux. Le cimetière a été conçu par Sir Reginald Blomfield.

## Galerie

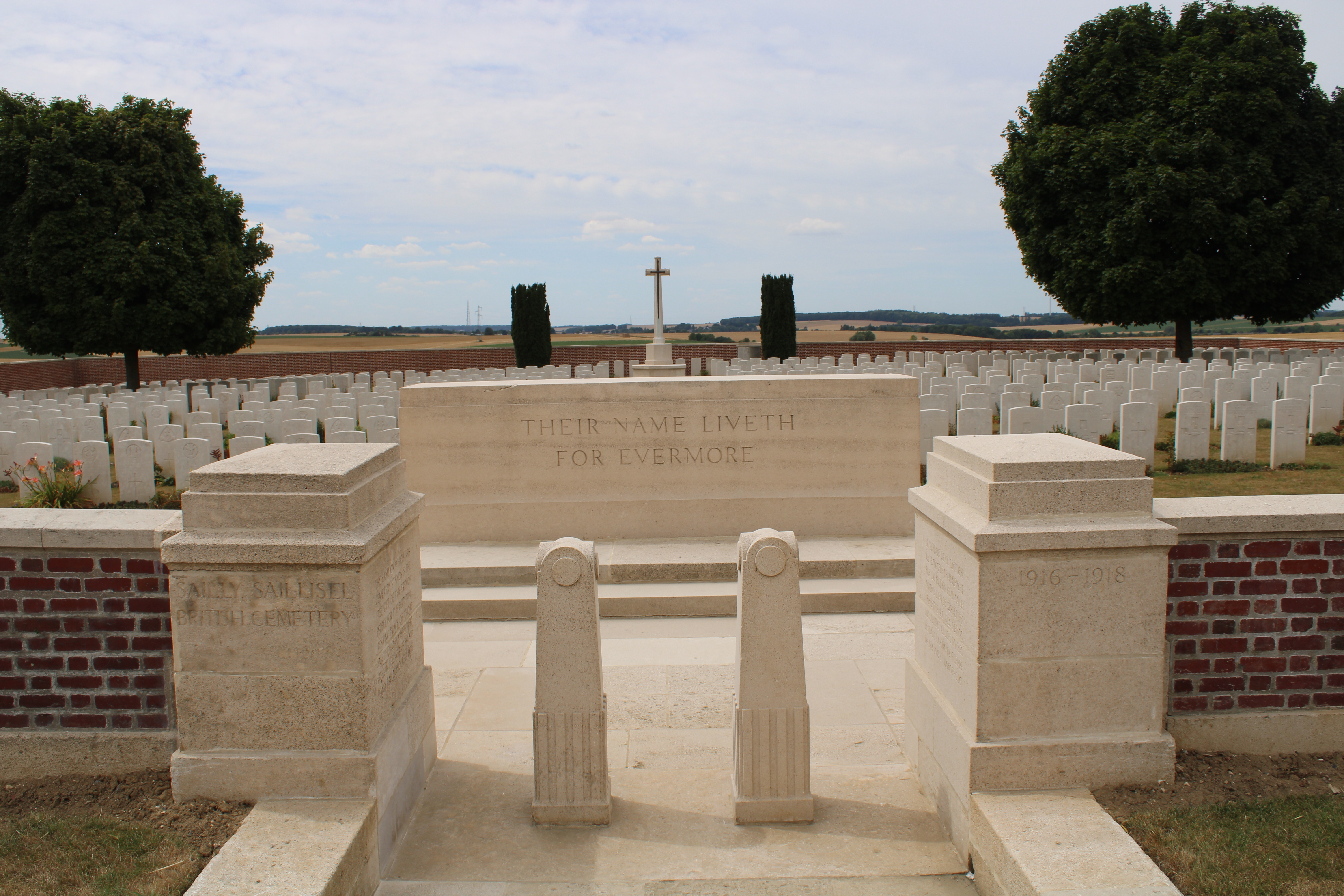
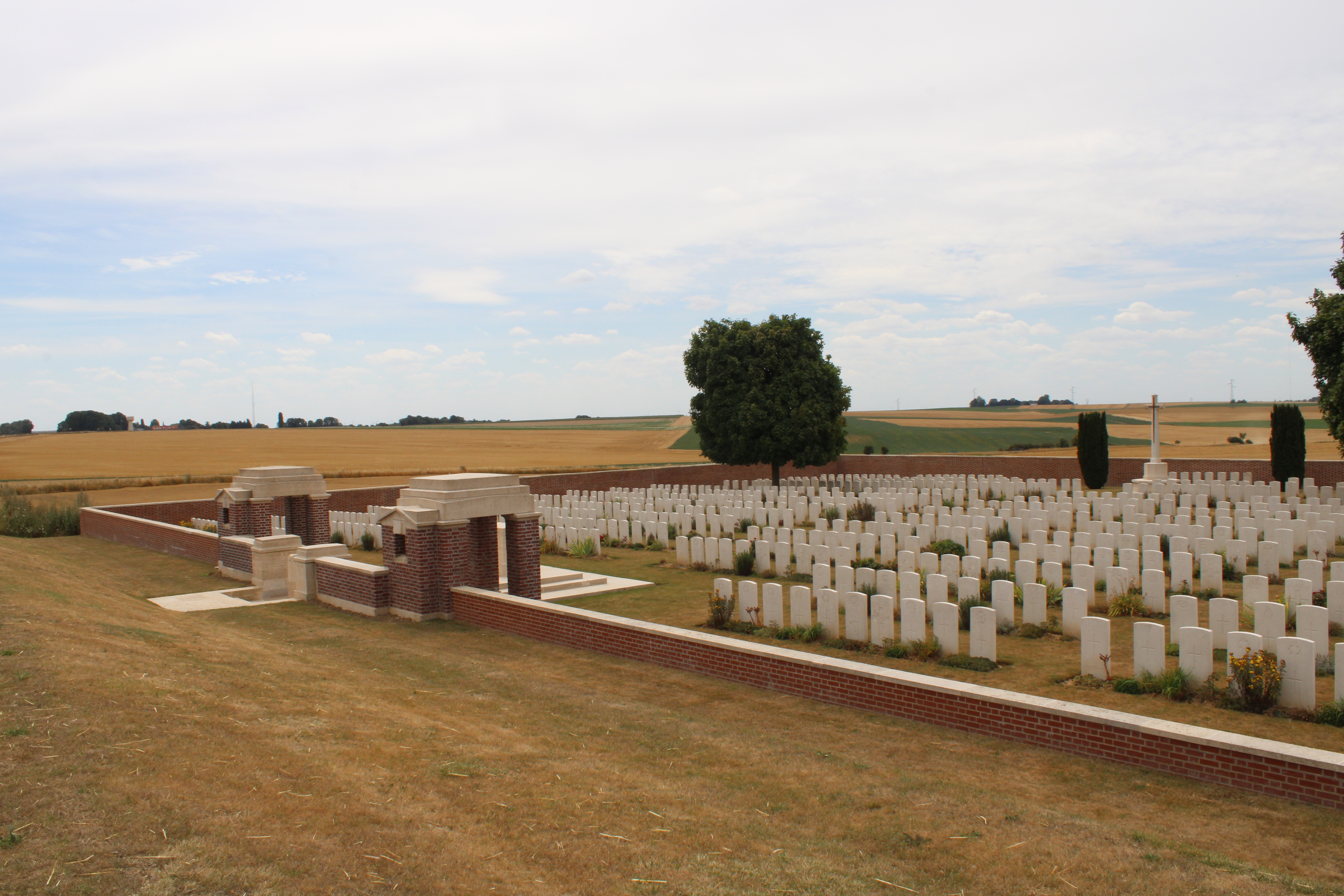
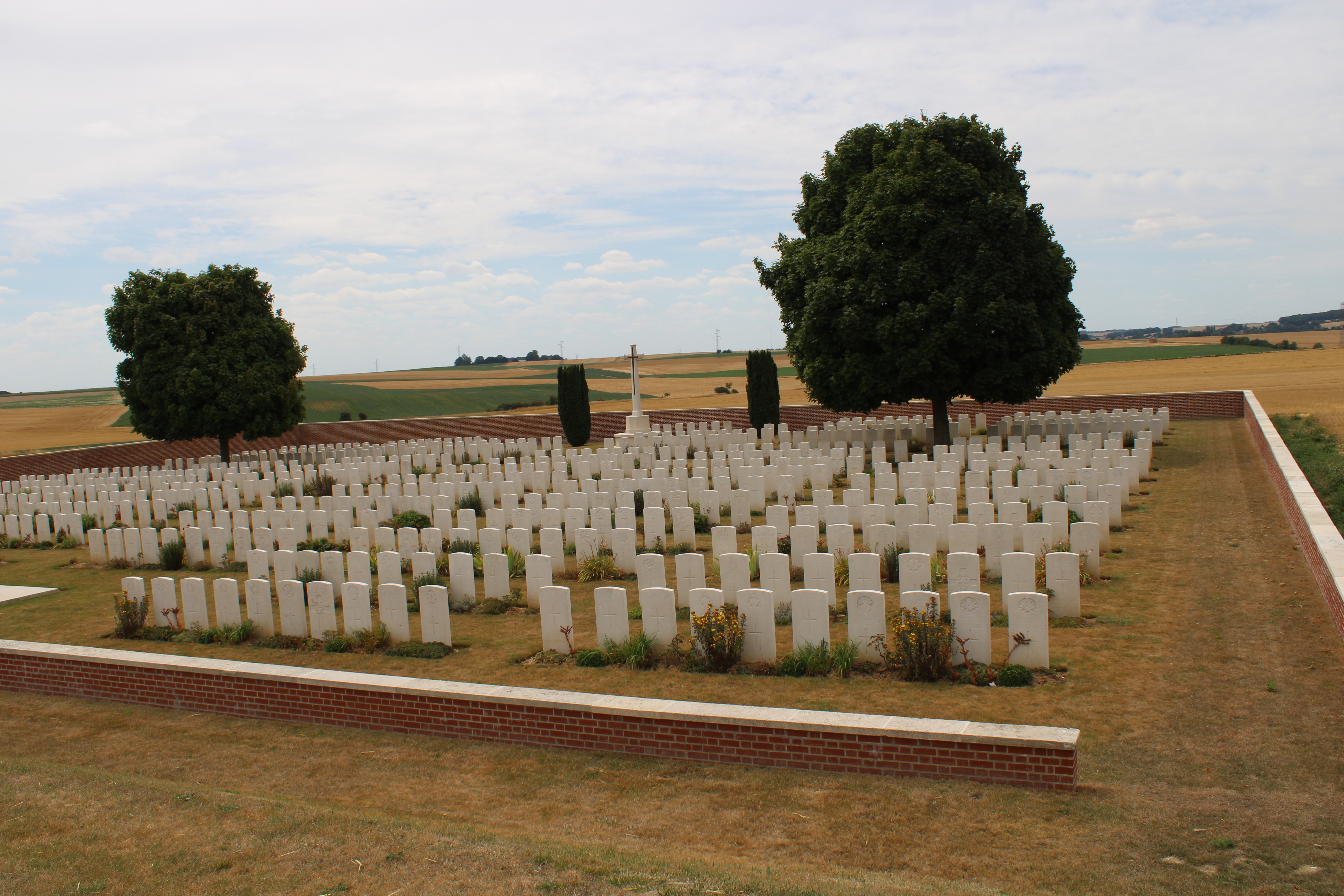
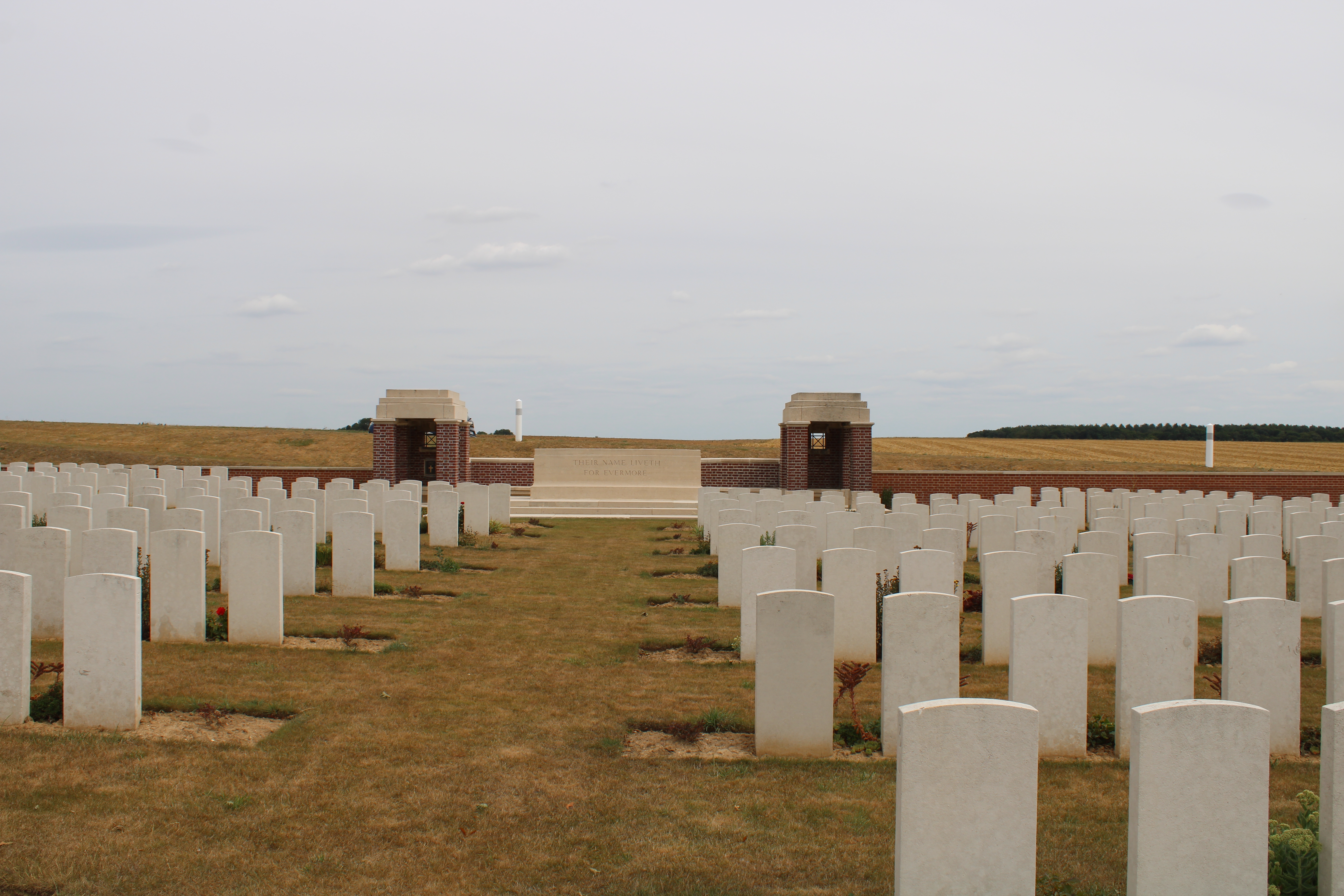
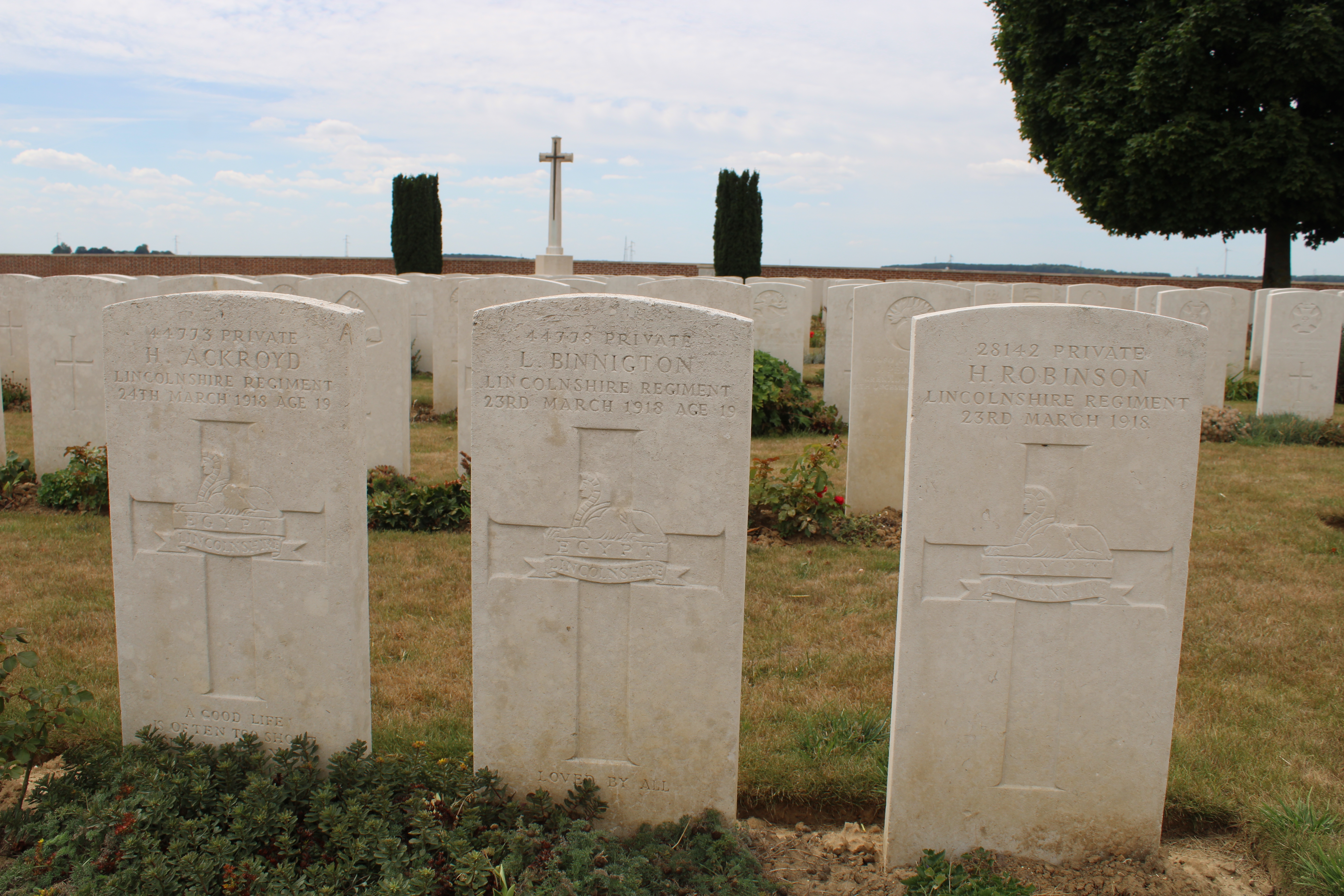
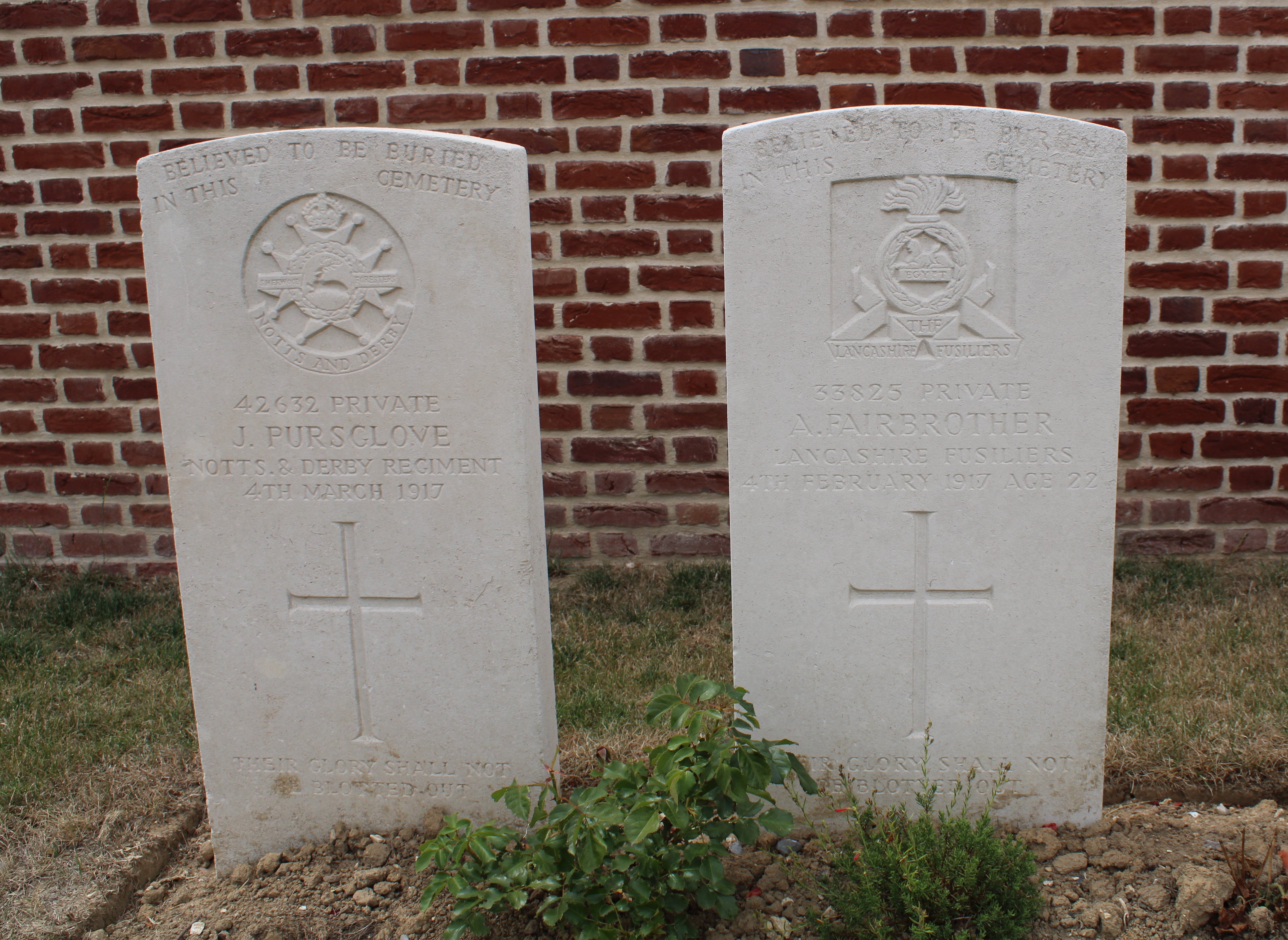

## Sépultures
| Pays        | Sépultures |
| ----------- | ---------- |
| Royaume-Uni | 757        |
| Canada      | 7          |
| Australie   | 7          |
| Total       | 771        |